# Xã Lees Creek, Quận Washington, Arkansas
Xã Lees Creek (tiếng Anh: Lees Creek Township) là một xã thuộc quận Washington, tiểu bang Arkansas, Hoa Kỳ. Năm 2010, dân số của xã này là 574 người.